# Jiří Sternwald
Jiří Sternwald, pseudonym Jirkaš, (14. května 1910 Praha – 19. prosince 2007 tamtéž) byl český hudební skladatel. Velmi často spolupracoval s režisérem Zbyňkem Brynychem.

## Život
Studoval na reálce v Praze-Holešovicích. Od 14 let skládal trampské písničky, kabaretní popěvky a taneční hudbu. Teprve v roce 1935 vstoupil na Pražskou konzervatoř a studoval hru na housle u Jindřicha Bastaře a Bedřicha Voldana a skladbu u Rudolfa Karla, Otakara Šína a Jaroslava Křičky.
Krátce působil v orchestru v Divadle Vlasty Buriana a v Osvobozeném divadle Voskovce a Wericha. Poté spolupracoval s E. F. Burianem, pro jehož divadlo D34 psal scénickou hudbu až do uzavření divadla nacisty v roce 1942. Za války pracoval ještě pro divadla Větrník a Studio. Po skončení války spolupracoval s Divadlem 5. května a několika mimopražskými scénami. Po roce 1948 se zcela soustředil na hudbu pro film, v níž vytvořil svá nejlepší díla. Za svou práci pro film byl roku 1968 vyznamenán Pamětní medailí.

## Dílo (výběr)
- Český rok (kantáta, 1976)
- Leknín (baletní valčík pro saxofon sólo a orchestr)
- Nálady z plátna (orchestrální suita, 1981)
- Symfonický obraz (1971)
- Volná jízda (suita pro housle a orchestr, 1973)
- Návrat domů pro sbor a symfonický orchestr (1974)
- Serenáda pro Kačenku (1985)
- Emphase pro lidský hlas a orchestr
- Písně a říkanky dětského roku pro symfonický orchestr, dětský sbor a recitaci
- Minutky pro klavír (2001)
- Nocturno appassionato pro housle, klavír, recitaci a symfonický orchestr (2001)
- Nokturno poetico pro klavír a recitaci.
- Poetický kabaret pro recitátora a klavír.

### Filmová hudba
- Honza málem králem (1977)
- Noc oranžových ohňů (1974)
- Jakou barvu má láska (1973)
- Oáza (1972)
- Karlovarští poníci (1971)
- Ženy v ofsajdu (1971)
- Hvězda (1969)
- Já, spravedlnost (1967)
- Transit Carlsbad (1966)
- Souhvězdí Panny (1965)
- …a pátý jezdec je Strach (1964)
- Místo v houfu (1964)
- Neschovávejte se, když prší (1962)
- Transport z ráje (1962)
- Každá koruna dobrá (1961)
- Smyk (1960)
- Pět z milionu (1959)
- Tři přání (1958)
- Žižkovská romance (1958)
- Bomba (1957)
- Kudy kam? (1956)
- Východisko (1955)
- Severní přístav (1954)
- Divotvorný klobouk (1952)
- Zocelení (1950)
- Daleká cesta (1948)
- Kdo je vinen? (1946)
- Malá historie (1946)
- Svátek matek (1945)

### Literární dílo
- Filmové a divadelní melodie (1955),
- Plná náruč vzpomínek – Celý život s hudbou, divadlem a filmem. (Praha 2002)